# Pomacanthus asfur
Pomacanthus asfur är en fiskart som först beskrevs av Forsskål, 1775.  Pomacanthus asfur ingår i släktet Pomacanthus och familjen Pomacanthidae. IUCN kategoriserar arten globalt som livskraftig. Inga underarter finns listade i Catalogue of Life.